# StoneX Group
StoneX Group Inc. (ehemals: INTL FCStone) ist ein US-amerikanisches, weltweit tätiges  Finanzdienstleistungs-Unternehmen im Bereich Risikomanagement.  StoneX Group Inc. bietet Ausführungs- und Beratungsdienste beim Handel mit Rohstoffen, Devisen und internationalen Wertpapieren, daneben auch Clearing- und Ausführungsdienstleistungen, Vermögensverwaltung und andere Finanzdienstleistungen an. Im Jahr 2020 stand das Unternehmen auf Rang 100 der Fortune 500-Liste der umsatzstärksten Unternehmen der Vereinigten Staaten.
Das Unternehmen StoneX Group Inc. entstand in seiner heutigen Form nach dem Aufkauf der FCStone Group durch die International Assets Holding Corporation 2009 und der anschließenden Fusion.